# IVPP PA 830
IVPP PA 830 è il fossile di un cranio di un ominide della specie Homo erectus scoperto nella Grotta di Longtan nella Contea di He in Cina nel 1980 da Huang Wanpo.

## Descrizione
Il cranio è stato scoperto diviso in diversi frammenti, am risulta comunque privo della maggior parte della base del cranio. Nel 1982 è stato ricostruito l'endocast e la capacità cranica è stata misurata in 1025 cc. I lobi frontali e temporali sono quasi completi, mentre i lobi parietali e occipitali sono completi.  Durante gli scavi del 1981 furono rinvenuti un toro sovraorbitario destro e un parietale.
Lo spessore, il profilo, la fronte e il distinto confine nucale-occipitale sono simili all'Homo erectus cinese. Tuttavia, la mancanza di costrizione postorbitale, una maggiore larghezza, un profilo sagittale curvo, un parietale lungo e un temporale alto risultano diversi dagli altri fossili ddell'h. erectus cinese.